# Rescuporis VI
Tiberio Julio Rescuporis VI (en griego: Τιβέριος Ἰούλιος Ῥησκούπορις Στ' - muerto 342) fue el último gobernante del reino del Bósforo, un reino cliente del Imperio Romano. Su título real en las monedas está en griego: ΒΑΣΙΛΕΩΣ ΡΗΣΚΟΥΠΟΡΙΔΟΣ o Rey Rescuporis. Gobernó desde 303 hasta su muerte en 342, y fue contemporáneo a la Tetrarquía y a la dinastía constantiniana en Roma. Poco sabemos de su vida y reinado.

## Familia
Rescuporis VI fue el primogénito del rey Totorses; el nombre de su madre es desconocido. Era de ascendencia tracia, irania y romana y fue nombrado en honor de Rescuporis IV, su bisabuelo paterno y anterior rey del Bósforo. Su hermano menor fue príncipe Radamsades.

## Biografía
En 303, Rescuporis VI se convirtió en cogobernante con su padre, Totorses. Cuando Totorses murió alrededor de 308/309, su hermano Radamsades sucedió a su padre y gobernaron conjuntamente. Durante esta época, se acuñaron monedas utilizando diferentes metales. A la muerte de Radamsadas en 323, Rescuporis VI se convirtió en el único y último gobernante del Reino del Bósforo.
El rey de los godos, Hermanarico conquistó parte del reino del Bósforo, asesinando a Rescuporis VI y sometiendo al reino y sus habitantes. Rescuporis VI fue enterrado en una tumba real en Panticapeo, la capital original del Reino del Bósforo. Los bienes colocados en su tumba incluían una máscara dorada y platos de ornamentales, que se exhiben actualmente en el Museo del Hermitage, San Petersburgo, Rusia.
Según Constantino Porfirogéneta, Rescuporis VI fue sucedido por Sauromates V y este a su vez por Sauromates VI, tras lo cual, desapareció definitivamente el reino, arrasado por los bárbaros. 